# Angel Vianna
Angel Vianna (nome artístico de Maria Ângela Abras Vianna; Belo Horizonte, 17 de junho de 1928 — São Paulo, 1º de dezembro de 2024) foi uma bailarina, coreógrafa e pesquisadora do movimento.

## Biografia
Iniciou seus estudos de balé clássico em 1948, no Ballet de Minas Gerais, com o professor Carlos Leite. Estudou escultura na Escola de Belas Artes da Universidade do Estado de Minas Gerais, dirigida por Alberto da Veiga Guignard.
Casou-se com Klauss Vianna em 1955, abriram a Escola Klauss Vianna e em 1959 oficializam a existência do Ballet Klauss Vianna, grupo de dança com tendências modernas.
Lecionou na Escola de Dança da Universidade Federal da Bahia em 1962 a 1964, quando se mudou para o Rio de Janeiro. Deu aulas de ballet e de expressão corporal na Stúdio Tatiana Leskova. Trabalhou como Preparadora Corporal em diversas peças de teatro a partir da década de 1970.
Abriu em 1975, junto com Klauss Vianna e Tereza D’Aquino o Centro de Pesquisa Corporal Arte e Educação e criou o Grupo Teatro do Movimento.
Em 1983 inaugurou o Espaço Novo – Centro de Estudos do Movimento e Artes, escola que, além dos cursos livre, tinha o curso em Dança Contemporânea. Em 1992 abre o curso técnico em Recuperação Motora e Terapia através da Dança. Em 2001 iniciou as aulas da sua Faculdade Angel Vianna, com a graduação em Dança – bacharelado e licenciatura. À época, contou com a contribuição de profissionais como: Maria Tereza de Mello Malta (estrutura sonora e rítmica/expressão vocal), Ana Vitória (dança contemporânea), Mariana Lobato (Pilates) - formadas pela Universidade Federal da Bahia, a primeira a abrigar uma Faculdade de Dança no Brasil - e mais Andrea Bergalo (balé), Mauro Costa (estética/semiótica geral), Letícia Teixeira (expressão corporal) e Fernando Teles anatomia/ cinesiologia/ fisiologia). Atualmente sua faculdade conta também com cursos de Pós Graduação Lato Sensu.
Recebeu várias homenagens, condecorações e premiações. Entre elas destacam-se o Prêmio Mambembe 1996 - Pelo total da Obra, a Comenda da Ordem ao Mérito Cultural, pela Presidência da República do Brasil (1999), o Diploma Orgulho Carioca, pela sua importância na vida cultural da Cidade do Rio de Janeiro (2000), o título de Doutora Notório Saber nas áreas de conscientização do movimento, cinesiologia e dança, reconhecendo a relevância de sua obra da Universidade Federal da Bahia (2003).
No dia 1º de dezembro de 2024, Angel Vianna faleceu aos 96 anos. A causa da morte não foi divulgada.

## Espetáculos
- Tocada em Fuga (1950)[2]
- Quadro Andaluz (1953)[3]
- Cobra Grande (1955)[4]
- As Sílfides (1955)[5]
- Neblina de Ouro (1959)[6]
- Caso do Vestido (1960)[7]
- A Ópera dos Trés Vinténs (1967)[8]
- As Relações Naturais (1969)[9]
- Maroquinhas Fru-Fru (1970)[10]
- Miss, Apesar de Tudo, Brasil (1970)[11]
- Tango (1972)[12]
- A China É Azul (1972)[13]
- Somma, ou Os Melhores Anos de Nossas Vidas (1974)[14]
- Papa Highirte (1979)[15]
- A Rosa Tatuada (1985)[16]
- Ensaio nº 3 - Idéias e Repetições - um Musical de Gestos (1986)[17]
- O Jardim das Cerejeiras (1989)[18]
- A Obscena Senhora D (1993)[19]
- Mozart e Salieri, a Inveja (2002)[20]